# 紙腔琴

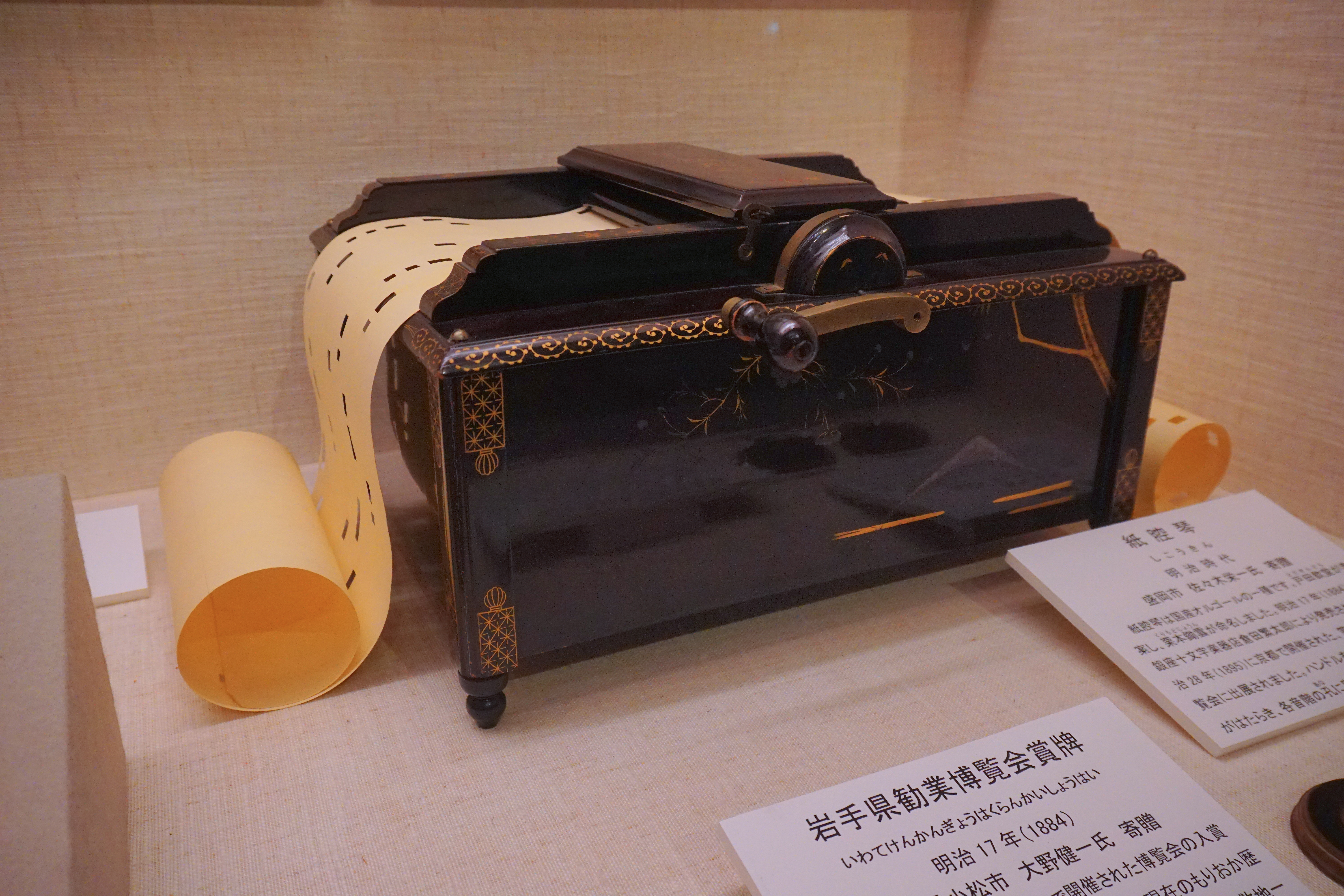
紙腔琴（岩手県立博物館蔵）

紙腔琴（しこうきん）は、手回しオルガンの一種。1884年（明治17年）、戸田欽堂が発明し、栗本鋤雲が命名した。西川オルガン製作所で製作し、東京銀座の十字屋楽器店で売り出した。

## 概要
紙腔琴は、西洋の自動演奏装置を参考にして、戸田欽堂（実業家）が上原六四郎（音楽家）や西川虎吉（西川楽器製造所）の協力で発明する。西川楽器製造所で製造され、1884年（明治17年）6月23日に東京両国橋の中村楼で披露された (東京日日新聞 1884年（明治17年）12月9日)。紙腔琴という名称は、郵便報知新聞社社長で学士会院の会員であった栗本鋤雲により命名される。1894年（明治27年）までに6種類が作られる。1884年（明治17年）から1897年（明治30年）代半ばまで親しまれ、「音楽器」、「楽機」、「発音機」とも称ばれた。

## 構造

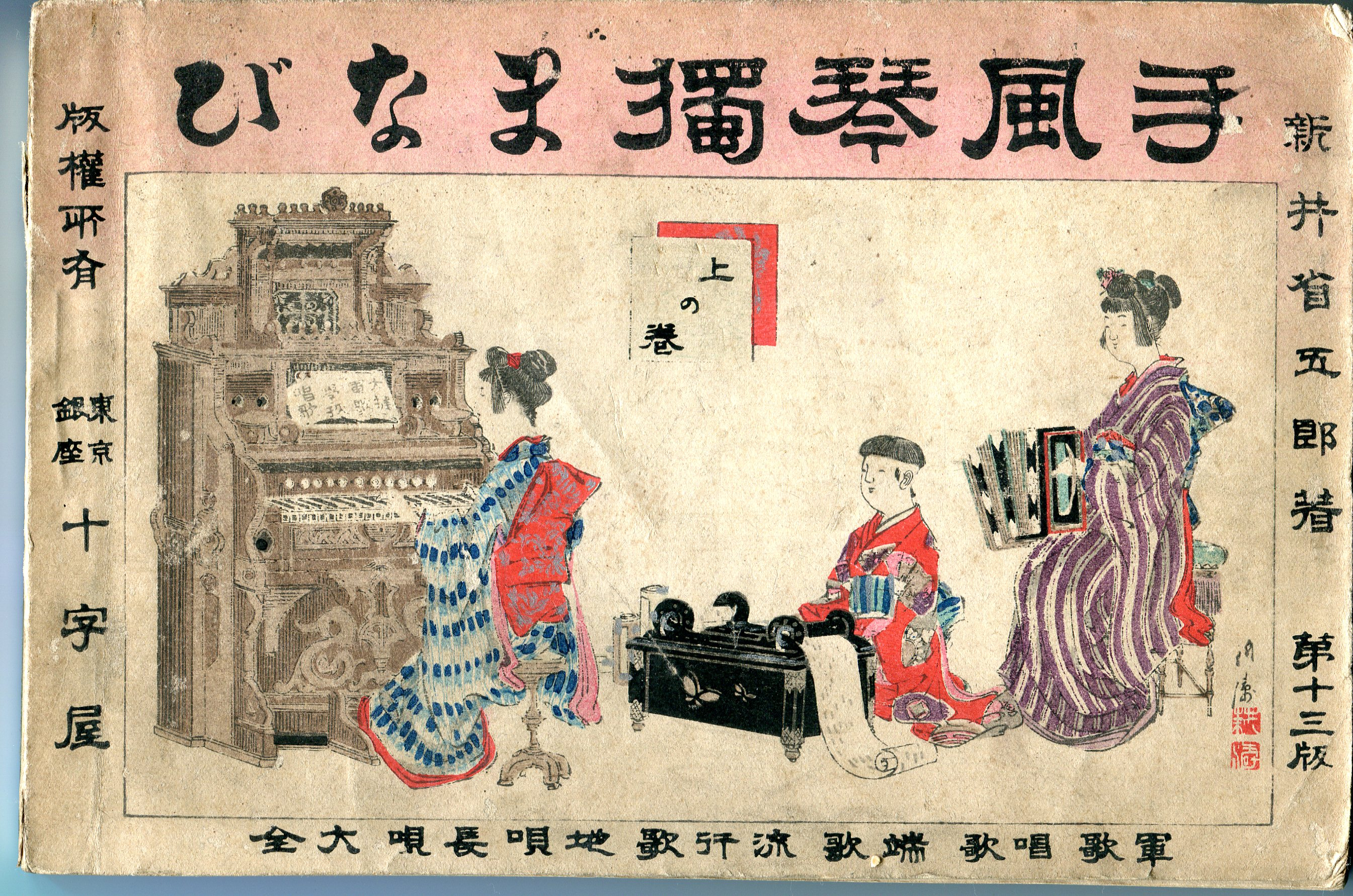
左からオルガン、紙腔琴、手風琴(アコーディオン)。十字屋楽器店刊『手風琴独まなび』の表紙

フリー・リードによって発音するリード・オルガンの一種である。
長さ1尺（約30センチメートル）、高さ5、6寸（15ないし18センチメートル）の木製の箱のなかに、ふいごをしかけ、箱側面の取っ手をまわすと、外の空気が箱内に吸い込まれる。
箱上面中央にはハーモニカのように、風孔とそれぞれの穴孔に音階的に配列した簧（した）とを配置する。
取っ手を回すと同時に、穴孔の上を、楽曲に応じて線状の穴が切り抜かれた長い巻紙（ミュージックロール）を通過させる。
巻紙状の譜箋の孔線をとおして空気が吸い込まれるから、その孔線の位置に対応する所要の高さの音が、孔線の長さの通過時間だけ発せられ、もって楽曲が演奏される。